# جان لورو
جان لورو هو سياسي كندي، ولد في 6 فبراير 1949 في غرانبي في كندا. حزبياً، نشط في الكتلة الكيبيكية. وقد انتخب عضو مجلس العموم الكندي.